# Кремінне (болото)

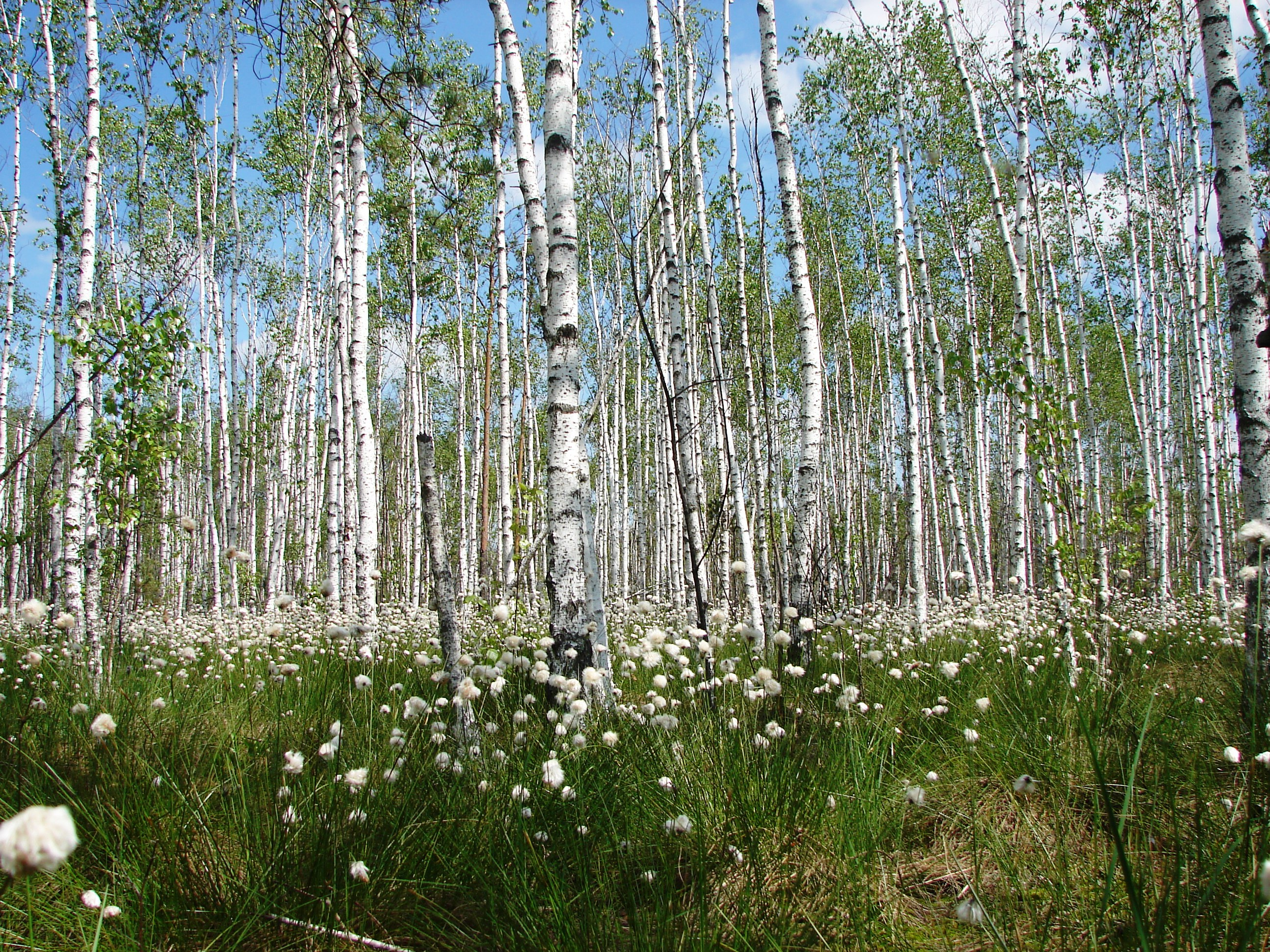
Рівненський природний заповідник. Масив Сомине

Кремінне́ — болотний масив у Рокитнівському і Сарненському районах Рівненської області, у долині Льви та на її межиріччі зі Ствигою (басейн Прип'яті).

## Опис
Є найбільшим болотним масивом в Україні. Площа 35 тис. га. У рослинному покриві переважають мезо- та оліготрофні види.
У болотному масиві в 1984 році засновано заказник Сира Погоня (площа 13 635 га). Для оліготрофного урочища Сира Погоня характерний горбисто-мочажинний комплекс з пухівково-чагарничково-сфагновими ценозами і пригніченою сосною на підвищеннях та осоково-сфагновими і шейхцерієво-сфагновими угрупованнями у мочажинах. Це північний тип болота, що знаходиться на південній межі поширення.
Південно-західну частину займає болотний масив Сомине (переважно мезотрофного характеру), де виділяють декілька урочищ. Тут поширені пухнастоосоково-сфагнові угруповання. Є окремі види, занесені до Червоної книги України, — росичка проміжна, зозулинець Траунштейнера, хамарбія болотна, лікоподієлла заплавна, шолудивник королівський.
Болотні масиви Сира Погоня і Сомине у 2017 році були долучені до боліт міжнародного значення.
Пересічна глибина торфового покладу близько 1,5 м, максимальна — 5,6 м. Поширені поклади верхового, перехідного і низинного типів торфу, трапляються також поклади мішаного верхового типу.
Болотний масив використовують для видобування торфу (південна частина), а також як сільськогосподарські угіддя. Значна частина Кремінного — у складі Рівненського природного заповідника.